# Buxton (Guiana)
Buxton é uma vila na região de Demerara-Mahaica na Guiana.
Localiza-se a meio caminho entre Georgetown e Enmore. Sua população é principalmente afro-guianense.